# Фаєттвілл (Алабама)
Фаєттвілл (англ. Fayetteville) — переписна місцевість (CDP) в США, в окрузі Талладіга штату Алабама. Населення — 1422 особи (2020).

## Географія
Фаєттвілл розташований за координатами 33°10′5″ пн. ш. 86°26′34″ зх. д. / 33.16806° пн. ш. 86.44278° зх. д. (33.168097, -86.442774).  За даними Бюро перепису населення США в 2010 році переписна місцевість мала площу 51,21 км², з яких 45,18 км² — суходіл та 6,03 км² — водойми.

## Демографія
Згідно з переписом 2010 року, у переписній місцевості мешкали 1284 особи в 486 домогосподарствах у складі 369 родин. Густота населення становила 25 осіб/км².  Було 612 помешкання (12/км²).
Расовий склад населення:
| - 97,2 % — білих - 1,3 % — чорних або афроамериканців - 0,3 % — корінних американців |

До двох чи більше рас належало 1,1 %. Частка іспаномовних становила 0,3 % від усіх жителів.
За віковим діапазоном населення розподілялося таким чином: 24,1 % — особи молодші 18 років, 59,5 % — особи у віці 18—64 років, 16,4 % — особи у віці 65 років та старші. Медіана віку мешканця становила 41,7 року. На 100 осіб жіночої статі у переписній місцевості припадало 105,1 чоловіків;  на 100 жінок у віці від 18 років та старших — 102,9 чоловіків також старших 18 років.
Середній дохід на одне домашнє господарство  становив 53 118 доларів США (медіана — 34 632), а середній дохід на одну сім'ю — 59 193 долари (медіана — 40 129). За межею бідності перебувало 15,3 % осіб, у тому числі 34,7 % дітей у віці до 18 років та 0,0 % осіб у віці 65 років та старших.
Цивільне працевлаштоване населення становило 383 особи. Основні галузі зайнятості: роздрібна торгівля — 41,3 %, виробництво — 12,8 %, освіта, охорона здоров'я та соціальна допомога — 11,7 %, оптова торгівля — 11,0 %.